# George Deukmejian
Courken George Deukmejian (Menands, 6 giugno 1928 – Long Beach, 8 maggio 2018) è stato un politico statunitense di origini armene.

## Biografia
È stato il governatore della California dal gennaio 1983 al gennaio 1991. Rappresentante del Partito Repubblicano, è stato inoltre Procuratore generale della California dal 1979 al 1983.